# Alberto Lopo
Alberto Lopo García (Barcelona, 5 de mayo de 1980) es un exfutbolista y entrenador de fútbol español que actualmente dirige a la UE Cornellà de la Segunda Federación.

## Trayectoria

### Como jugador

#### R. C. D. Espanyol
Pasó la mayor parte de su carrera profesional en el Real Club Deportivo Espanyol, donde comenzó a jugar tras pasar por la Unificación Bellvitge, barrio de su ciudad natal. 
En poco tiempo, los entrenadores apeciaron sus cualidades y debutó en  1999 (a los dieciocho años), él debutó en La Liga contra el Real Zaragoza, convirtiéndose en el primer jugador que jugó en todas las categorías del club catalán. Su mejor temporada fue la 2001/2002, perdiéndose solo cinco encuentros de liga y anotando su primer tanto, pero también recibiendo su primera tarjeta roja durante un partido contra el eterno rival, FC Barcelona.  
Estuvo a las órdenes de varios entrenadores españolistas (Juande Ramos, Javier Clemente, Luis Fernández y Miguel Ángel Lotina) hasta su salida en mayo de 2006

#### R.C. Deportivo de La Coruña
Lopo rechazó la oferta de renovación del Real Club Deportivo Espanyol y firmó por el Deportivo de La Coruña. El Espanyol denunció al Deportivo para conseguir la compensación financiera (una cantidad de 5,6 millones de euros fue mencionada) por haber entrenado al jugador en sus categorías juveniles. La reclamación del Espanyol estaba basada en un acuerdo entre la mayoría de los clubes españoles, pero el Deportivo no formaba parte de este acuerdo porque nunca lo firmó. El caso está solucionado y el Deportivo le ganó el juicio al Espanyol, sin que esta sentencia fuese posteriormente recurrida. Lopo fue considerado como uno de los mejores centrales españoles cuando firmó gratis por el Deportivo en mayo de 2006. Otros clubes mostrando interés por el jugador: el Valencia CF, el Villarreal CF, el Manchester United y el Newcastle United, pero el defensa decidió seguir los pasos de sus antiguos compañeros de equipo Joan Capdevila y Sergio González.
En su primera temporada en el Deportivo (2006/2007), Lopo jugó la mayor parte de los partidos (31) y le mostraron once tarjetas amarillas. En la primera parte de la temporada formó pareja defensiva con Álvaro Arbeloa. Después de que Arbeloa fuese vendido al Liverpool, fue Jorge Andrade (recuperado de una lesión importante) quien acompañó a Lopo en la defensa. Aquella defensa, con Joan Capdevila y Fabricio Coloccini en los lados y Dudu Aouate como portero, mantuvo 16 veces la portería deportivista imbatida.
Durante el verano de 2007, el estatus de Lopo en el club aumentó significativamente, al abandonar el equipo los centrales Juanma y Jorge Andrade, el primero con una transferencia gratuita al CD Tenerife, y el portugués vendido a la Juventus por unos 8 millones de euros. Lopo, además, confirmó que el Deportivo rechazó una oferta de 5 millones del Real Zaragoza por él. Sin embargo, se pasó los primeros cinco meses de la temporada en el dique seco, debido a una lesión.

#### Getafe C.F.
Al final de la temporada 2010/11, después de haber finalizado su contrato con el Deportivo y merced al descenso del club a Segunda División, firma por el Getafe C. F..
Sin embargo, en su corta estancia en Getafe, Lopo nunca consiguió hacerse un hueco como titular en el equipo, y nunca fue tan apreciado por la afición como en La Coruña

#### Vuelta al Deportivo
En el mercado invernal de 2014, vuelve al Deportivo con la carta de libertad provisional dada por el Getafe C. F. y firma hasta junio de 2014.
El 13 de junio de 2014 firma su renovación con el Deportivo por dos temporadas más, hasta el año 2016.
El 20 de junio de 2015 firma la prolongación de su contrato con el Deportivo hasta junio de 2017, en caso de que juegue al menos 18 partidos en la temporada 15/16. El 31 de mayo de 2016, Lopo anuncia que abandona el Deportivo.
Luego de un breve período de retiro, Lopo se dedicó a jugar con el Pubilla Casas de Barcelona en 2017. Después de jugar nueve partidos, acordó su llegada al Inter Club d'Escaldes de la Primera División de Andorra, lo que logró capturar la atención en el fútbol del Principado.

#### PIO F.C.
En 2023, jugó con equipo PIO Fútbol Club de la Kings League. 

#### Selección Española
En el plano internacional, Lopo fue convocado en noviembre de 2006 por el seleccionador nacional Luis Aragonés para un amistoso contra Rumanía. Lopo dice al respecto: "Cada jugador tiene que esforzarse con su selección y ser parte del equipo nacional es una recompensa. Este es probablemente el día más importante de mi carrera, es un sueño hecho realidad". Aun así, no pudo debutar como internacional, ya que no jugó en ese partido y no volvió a ser convocado.

### Como entrenador
En junio de 2021, firma como entrenador del Inter Club d'Escaldes de la Primera División de Andorra, al que dirige durante cuatro partidos.
En agosto de 2021, se hace cargo de los equipos de las bases del Espanyol en el que trabaja hasta noviembre de 2023.
El 11 de febrero de 2025, firma como entrenador de la UE Cornellà de la Segunda Federación.

## Clubes

### Como jugador
| Club                           | País         | Año         | Partidos (Liga) | Goles (Liga) |
| ------------------------------ | ------------ | ----------- | --------------- | ------------ |
| Real Club Deportivo Espanyol B | España       | 1998 - 2001 | 44              | 1            |
| Real Club Deportivo Espanyol   | España       | 1998 - 2006 | 178             | 9            |
| Deportivo de La Coruña         | España       | 2006 - 2011 | 151             | 7            |
| Getafe Club de Fútbol          | España       | 2011 - 2014 | 40              | 1            |
| Deportivo de La Coruña         | España       | 2014 - 2016 | 56              | 4            |
| Gimnàstic de Tarragona         | España       | 2016 - 2017 | 7               | 0            |
| CE Pubilla Casas               | España       | 2017        | 9               | 0            |
| Inter Club d'Escaldes          | Andorra      | 2018        | 12              | 0            |
| Pio Fútbol Club                | Kings League | 2023        | 19              | 12           |

### Como entrenador
| Club                                                 | País    | Año             |
| ---------------------------------------------------- | ------- | --------------- |
| Inter Club d'Escaldes                                | Andorra | 2021            |
| Real Club Deportivo Espanyol (Categorías inferiores) | España  | 2021-2023       |
| UE Cornellà                                          | España  | 2025-actualidad |

## Palmarés

### Campeonatos nacionales
| Título       | Club         | País   | Año  |
| ------------ | ------------ | ------ | ---- |
| Copa del Rey | RCD Espanyol | España | 2000 |
| Copa del Rey | RCD Espanyol | España | 2006 |